# Étienne Fourcade
Pour les articles homonymes, voir Fourcade.
Pas d'image ? Cliquez ici

a Compétitions nationales et continentales officielles uniquement.

b Matchs officiels uniquement.
Dernière mise à jour le 27 avril 2023.
Étienne Fourcade, né le 11 avril 1997 à Lons-le-Saunier, est un joueur de rugby à XV français qui évolue au poste de talonneur au sein de l'effectif de l'ASM Clermont Auvergne en Top 14.

## Biographie

### Jeunesse et formation
Originaire de Lons-le-Saunier, Étienne Fourcade commence le rugby au Club sportif Lons Jura à l'âge de six ans. Après la liquidation judiciaire du Club sportif Lons Jura en 2009, Fourcade continue de jouer à Lons-le-Saunier, au Cercle sportif lédonien nouvellement créé.

### Débuts professionnels à Grenoble
Il est ensuite formé au FCG avec lequel il remporte le barrage d'accession au Top 14 en 2018 grâce à sa victoire 47 à 22 sur US Oyonnax. Il acquiert notamment une place de titulaire dans l'effectif du club grenoblois en Top 14 lors de la saison 2018-2019, attirant les convoitises de plusieurs grands clubs français, et ce alors qu'un contrat le lie aux isérois jusqu'en 2021.

### Départ à Clermont
Grenoble accepte de le céder contre une indemnité de formation d'environ 370 000 euros et de rachat de contrat à l'ASM Clermont Auvergne et il signe finalement le 7 février 2020 pour la saison 2020-2021. Dès sa première saison en Auvergne, il s'impose comme le titulaire à son poste dans son nouveau club. À la fin de celle-ci, il est sélectionné par Fabien Galthié, le sélectionneur de l'équipe de France, pour participer à la tournée estivale en Australie contre les Wallabies. Toutefois, il ne dispute aucune rencontre, étant devancé dans la hiérarchie par Gaëtan Barlot et Anthony Étrillard.
En avril 2023, il signe une prolongation de contrat avec l'ASM Clermont jusqu'en 2026.

## Palmarès

### En club
- Championnat de France de Pro D2 :
  - Vice-champion (1) : 2018 avec le FC Grenoble
- Barrage d'accession au championnat de France :
  - Vainqueur (1) : 2018 avec le FC Grenoble
  - Finaliste (1) : 2019 avec le FC Grenoble